# Ghiacciaio Beaver (Dipendenza di Ross)
Il ghiacciaio Beaver è un ghiacciaio lungo circa 24 km situato sulla costa di Shackleton, all'interno della regione sud-occidentale della Dipendenza di Ross, nell'Antartide orientale. Il ghiacciaio, il cui punto più alto si trova a circa 1800 m s.l.m., fluisce verso nord partendo dal versante settentrionale del picco Ahmadjian, nei monti della Regina Alessandra, e scorrendo tra il monte Rotolante, a est, e il monte Fox e le cime Morris, a ovest, fino a entrare ad andare ad alimentare i ghiacci della barriera di Ross nei pressi di punta McCann.

## Storia
Il ghiacciaio Beaver è stato scoperto durante la spedizione Nimrod (conosciuta anche come spedizione antartica britannica 1907-09), condotta dal 1907 al 1909 e comandata da Ernest Henry Shackleton, ma è stato così battezzato solo in seguito dalla squadra settentrionale di una spedizione neozelandese di ricerca antartica svolta nel 1959-60 in onore del velivolo City of Auckland, un De Havilland Canada DHC-2 Beaver che si era schiantato in quell'area nel gennaio del 1960.